# Halle der Aufzeichnungen
Die Halle der Aufzeichnungen ist eine angebliche Bibliothek des Altertums, von der behauptet wird, sie würde sich in einer großen Halle befinden, in die man durch einen langen Tunnel gelangt, der Teil eines antiken Tunnelsystems unter dem Gizeh-Plateau sein soll. Der Zugang soll angeblich unter Steinplatten vor den Pranken der großen Sphinx von Gizeh liegen. Diese Behauptung geht auf Edgar Cayce zurück und steht in Verbindung mit Atlantis-Mythen. Es gibt bis heute keine Belege für eine künstliche Konstruktion jeglicher Art unter den Pranken der Sphinx.

## Mythos
Die Erzählung eines geheimen Verstecks, das die Geheimnisse der Alten Ägypter beinhaltet, hat eine lange Vorgeschichte. Der Mythos, dass sich unter der großen Sphinx von Gizeh der Zugang zu einer Bibliothek befinden soll, wurde von Edgar Cayce popularisiert. Er sprach von einer „Halle der Aufzeichnungen“ in der das gesamte Wissen einer untergegangenen Kultur verborgen und die unter den Pranken der großen Sphinx vergraben sei. Es würde sich um eine antike Bibliothek, analog zu denen in der Himalaya-Region handeln, wie sie von der Okkultistin Helena Petrovna Blavatsky beschrieben wurden. Alternative Forscher griffen diese Behauptung auf und nahmen dies zum Anlass, die Große Sphinx von Gizeh neu zu datieren. Sie interpretierten die sichtbaren Witterungspuren als ein Ergebnis von sintflutartigen Regenfällen aus dem späten Pleistozän bzw. dem frühen Holozän. Nach der ägyptischen Klimageschichte hat es allerdings eine solche Feuchtperiode nie gegeben. Aus ihrer Sicht sei dies basierend auf dieser Datierung ein Beleg für Platons Atlantis-Mythos. Dieselbe Datierung taucht ebenfalls in Robert Bauvals Behauptungen bezüglich der astronomischen Konstellationen am Gizeh-Plateau auf. Solch aufwändige und zweifelhafte geologische Berechnungen zur Datierung von Megalithbauten gehen auf den deutschen Amateurarchäologen Arthur Posnansky zurück, der erstmals am Sonnentor von Tiwanaku diese unzureichende Art der Archäoastronomie angewendet hatte.

## Grabungen
Amerikanische Forscher untersuchten eine Stelle vor den Pranken der Sphinx und gruben sich bis zu sieben Meter tief in das Gestein. Es wurde kein Tunnel gefunden; allerdings deuten seismische Messungen auf Kammern tief unter der Sphinx hin. Dabei soll es sich aber um natürliche Hohlräume handeln. Da Grabungen dieser Art, Sprengungen und Bohrungen stark umstritten sind und Schäden an der Sphinx befürchtet werden, untersagte die ägyptische Altertumsbehörde weitere Nachforschungen. In diesem Schritt sahen Verfechter von Cayces Theorie eine Verschwörung der traditionellen Archäologie.